# Septembre 1808

## Événements
- 8 septembre :

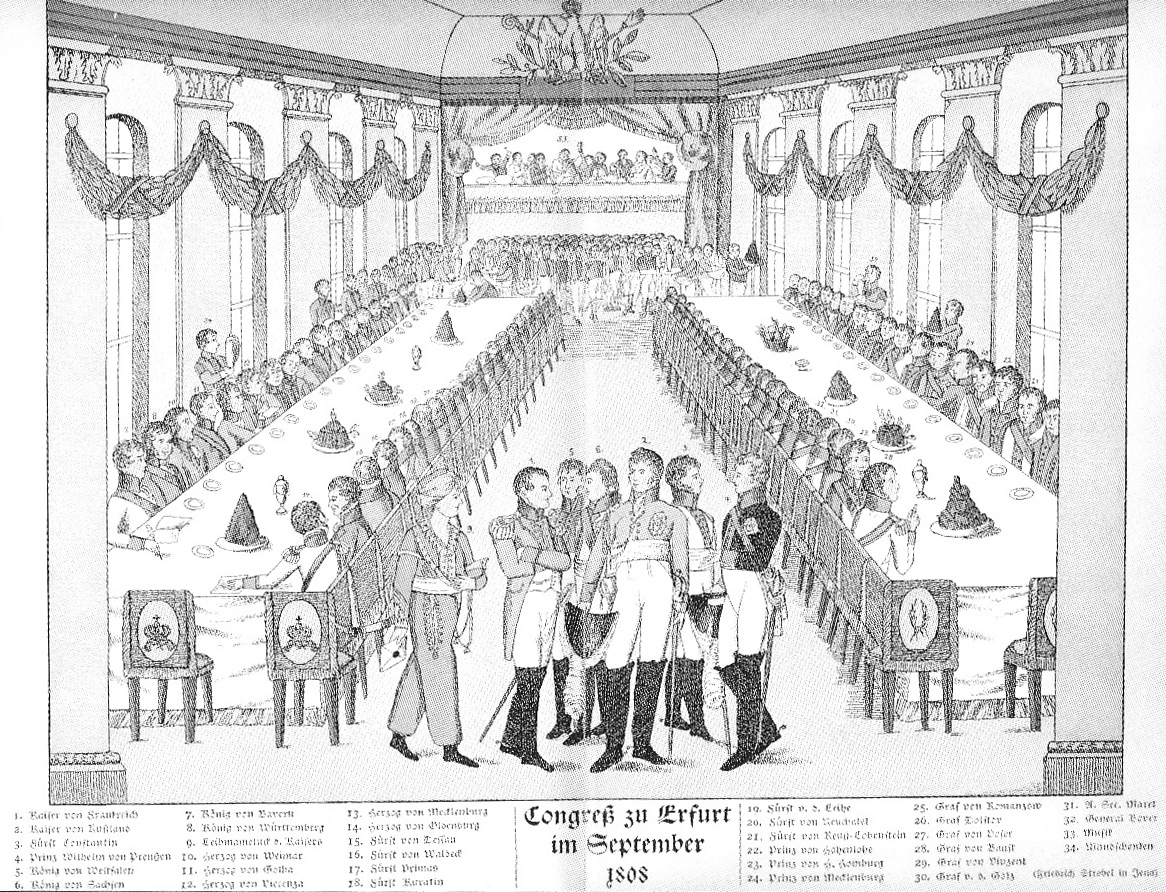
27 septembre-14 octobre : entrevue d'Erfurt.

  - États-Unis : William Short est nommé ambassadeur en Russie[1].
  - Convention fixant la dette de la Prusse à cent quarante millions de thalers ; Napoléon retire ses troupes de Prusse à l’exception des forteresses de Glogau, de Küstrin et de Stettin, occupées jusqu’au versement du solde des contributions de guerre[2] (plus de 245 millions de thalers avec l’indemnité, soit près d’un milliard de francs entre 1806 et 1808[3]).

- 15 septembre : le vice-roi de Nouvelle-Espagne (Mexique) José de Iturrigaray est déposé par les royalistes originaires de la métropole, qui se réclament de la junte d’Espagne, opposés aux créoles qui réclament l’indépendance[4].

- 25 septembre : les juntes provinciales, ralliées par une partie de l’armée régulière espagnole, se réunissent en une junte nationale[5].

- 27 septembre - 14 octobre : entrevue d'Erfurt entre Napoléon Ier et Alexandre Ier de Russie. Une convention est signée le 12 octobre[6]. Napoléon n’obtient pas le soutien qu’il espérait. Ce traité permet en fait le renouvellement de l’alliance franco-russe - conclue à Tilsit -, mais marque un refroidissement des relations diplomatiques. Alexandre Ier ne veut pas d’une guerre contre l’Autriche. Il promet tout juste d’intervenir si l’Autriche déclare la guerre.

## Naissances
- 6 septembre : Henri Hureau de Senarmont (mort en 1862), physicien et minéralogiste français.
- 9 septembre : Gustave Mathieu, poète et chansonnier français († 14 octobre 1877).
- 14 septembre : Rodolfo Armando Philippi (mort en 1904), naturaliste chilien d'origine allemande.
- 15 septembre : John Hutton Balfour, botaniste britannique († 11 février 1884).

## Décès
- 8 septembre : Chrysologue de Gy (né en 1728), capucin, astronome, cartographe et géologue français.

- 22 septembre :Marie Elizabeth d'Autriche